# Пюхя-Луосто (национальный парк)
«Пюхя-Луосто» (фин. Pyhä-Luoston kansallispuisto) — национальный парк в Финляндии, в провинции Лапландия. 

## Описание
Парк был создан в 2005 году в ходе объединения старейшего финского национального парка «Пюхятунтури» (создан в 1938 году) и парка «Луосто». Это делает «Пюхя-Луосто» одновременно как самым старым, так и самым молодым парком Финляндии. Площадь составляет 142 км². Наиболее характерные черты — своеобразные геологические характеристики, старые леса и болота. Рельеф формирует цепь из 12 сопок (самая южная в Финляндии), которые являются остатками древних гор, образовавшихся более двух миллиардов лет назад. На сопках произрастают сосновые леса, которым уже более 200 лет. Самые высокие точки парка: Нойтатунтури (540 м) и Укко-Луосто (514 м).
Национальный парк оборудован различными природными тропами, протяжённостью от 2 до 15 км, которые подходят для организации пеших маршрутов. Также есть стоянки для ночлега и приготовления еды.

## Природа парка
На просторах национального парка обитают медведи, лоси, олени, другие мелкие звери и 128 разновидностей птиц, а в водоёмах — выдры и множество видов рыб.